# Henry O'Rielly
Henry O'Rielly, né le 6 février 1806 et mort le 17 août 1886, est l'un des premiers entrepreneurs américains du télégraphe électrique, avec une technologie rivale de celle de Samuel Morse.
Immigré irlandais, originaire de Carrickmacross, il commence sa carrière comme maître de postes à Rochester (New York). Dès 1845, il fonde l'une des deux premières compagnies américaines de télégraphe, la "Henry O'Rielly Contract and Co", à Philadelphie, la même année que la "Magnetic Telegraph", du ministre des postes Amos Kendall. Dans les trois années qui suivent, il crée 7 des 19 compagnies de télégraphe apparues aux États-Unis.
En 1848, il veut construire une ligne jusqu'à Portland dans le Maine, en utilisant les équipements de Bain, alors qu'un long article en une du New York Tribune, le mars 1848, dénonce la technologie Morse, utilisée pour ligne télégraphique qui permet dès mai 1848 à l'association Harbor Associated Press, ancêtre de l'agence Associated Press, d'avoir accès plus vite que par les navires aux nouvelles venues d'Europe.
La ville de Dayton, dans l'Ohio a son "O'Reilly Telegraph Office" dès 1852. En 1852 O'Rielly écrivit un article pour lAmerican Telegraph Magazine en soulignant que l'Empire russe, à cheval sur l'Europe, l'Asie et l'Amérique permettait une interconnexion, via le télégraphe de l'ancien et du nouveau monde. En janvier 1861, O'Rielly publie un mémoire à destination de l'Académie impériale russe, pour proposer la construction d'une ligne reliant la Russie à l'Amérique à travers le Pacifique.